# ヘイヴン・デニー
ヘイヴン・デニー（英語: Haven Denney, 1995年10月28日 - ）は、アメリカ合衆国出身の女性フィギュアスケート選手（ペア）。パートナーはブランドン・フレイジャーなど。姉もフィギュアスケート選手のケイディー・デニー。
2013年世界ジュニアフィギュアスケート選手権優勝。

## 経歴
元々はローラースケーターとして2002年にブランドン・フレイジャーとペアを結成し、2004年にフィギュアスケートに転向し2008年までペアを組んでいたが解散。その後、ダニエル・ラードとペアを結成し、3シーズン競技会に出場した。
2011年の春にフレイジャーとペアを再結成。全米選手権のジュニアクラスで初優勝。世界ジュニア選手権では4位に入った。2012年の秋にはコーラルスプリングスに
練習拠点を移し、コーチをジョン・ジマーマンとシルビア・フォンタナに変更した。
2012-2013シーズン、ジュニアグランプリには1大会出場し4位。全米選手権はシニアクラスに初参加し5位となった。世界ジュニア選手権はSP、FSともにパーソナルベストを更新する演技を披露し優勝を果たした。
2014-2015シーズン、ドイツから移籍してきたインゴ・シュトイアーを新たにコーチに迎えた。スケートアメリカでグランプリシリーズで初のメダルを獲得。全米選手権では銀メダルを獲得し、初の世界選手権の代表に選出された。
2015-2016シーズンのグランプリシリーズはエントリーを見送った。4月22日の陸上トレーニングでスロー2回転フリップを行った際、回転をしたまま足を着地した。その結果前十字靭帯、外側側副靱帯および半月板を断裂し4月28日に手術を行った。1シーズンを休養に充て、コーチをロックニ・ブルーベイカーとステファニア・ベルトンに変更した。
2016-2017シーズン、スケートアメリカで銀メダルを獲得した。全米選手権は優勝経験者のタラ・ケイン/ダニー・オシェイ組が棄権、アレクサ・シメカ/クリス・クニエリム組が体調不良で欠場する波乱の大会だった。SPは2位と出遅れるも、FSで逆転し同大会初優勝を飾った。しかしながら、世界選手権ではSPで2度の転倒をするなどミスが多発し20位に終わりFS進出はできなかった。
2017-2018シーズン終了後、コーチをジョン・ジマーマンとシルビア・フォンタナに戻した。
2018-2019シーズン、夏に足首を疲労骨折してシーズンが始まった。スケートカナダで6位。フランス国際は疲労骨折した箇所に痛みが生じたため欠場した。全米選手権では銀メダルを獲得。四大陸選手権では5位。

## 主な戦績
- ブランドン・フレイジャーとのペア

| 大会/年              | 2011 -12 | 2012 -13 | 2013 -14 | 2014 -15 | 2016 -17 | 2017 -18 | 2018 -19 | 2019 -20 |
| -------------------- | -------- | -------- | -------- | -------- | -------- | -------- | -------- | -------- |
| 世界選手権           |          |          |          | 12       | 20       |          |          |          |
| 四大陸選手権         |          |          | 4        | 7        | 8        |          | 5        |          |
| 全米選手権           | 1 J      | 5        | 5        | 2        | 1        | 5        | 2        | TBD      |
| GP NHK杯             |          |          | 5        |          |          |          |          |          |
| GPロステレコム杯     |          |          |          | 4        |          |          |          |          |
| GPフランス国際       |          |          |          |          |          |          |          | 3        |
| GPスケートカナダ     |          |          | 5        |          | 4        | 7        | 6        |          |
| GPスケートアメリカ   |          |          |          | 2        | 2        | 7        |          | 3        |
| CS USクラシック      |          |          |          |          |          | 4        |          |          |
| CSゴールデンスピン   |          |          |          |          | 4        |          |          |          |
| CSネーベルホルン杯   |          |          |          |          |          |          |          | 6        |
| CSネペラ記念         |          |          | 4        |          | 4        |          |          |          |
| CSロンバルディア杯   |          |          |          | 1        |          |          |          |          |
| CSオータムクラシック |          |          |          | 2        |          |          |          |          |
| 世界Jr.選手権        | 4        | 1        |          |          |          |          |          |          |
| JGPレークプラシッド  |          | 4        |          |          |          |          |          |          |
| JGPオーストリア      | 7        |          |          |          |          |          |          |          |
| JGPボルボ杯          | 8        |          |          |          |          |          |          |          |

- ダニエル・ラードとのペア

| 大会/年    | 2008-09 | 2009-10 | 2010-11 |
| ---------- | ------- | ------- | ------- |
| 全米選手権 | 2 N     | 7 J     | 6 J     |

- J - ジュニアクラス
- N - ノービスクラス

### 詳細
| 2017-2018 シーズン    |                                                                               |         |          |          |
| 開催日                | 大会名                                                                        | SP      | FS       | 結果     |
| 2017年11月24日 - 26日 | ISUグランプリシリーズスケートアメリカ（レークプラシッド）                     | 6 63.04 | 7 109.12 | 7 172.16 |
| 2017年10月27日 - 29日 | ISUグランプリシリーズスケートカナダ（レジャイナ）                             | 6 63.26 | 7 109.69 | 7 172.95 |
| 2017年9月13日 - 17日  | ISUチャレンジャーシリーズUSインターナショナルクラシック（ソルトレイクシティ） | 7 55.26 | 4 113.21 | 4 168.47 |

| 2016-2017 シーズン      |                                                                        |          |          |          |
| 開催日                  | 大会名                                                                 | SP       | FS       | 結果     |
| 2017年3月27日 - 4月2日  | 2017年世界フィギュアスケート選手権（ヘルシンキ）                       | 20 56.23 | -        | 20       |
| 2017年2月14日 - 19日    | 2017年四大陸フィギュアスケート選手権（江陵）                           | 8 63.39  | 8 116.06 | 8 179.45 |
| 2017年1月14日 - 22日    | 全米フィギュアスケート選手権（カンザスシティ）                         | 2 65.39  | 1 122.93 | 1 188.32 |
| 2016年12月7日 - 10日    | ISUチャレンジャーシリーズ ゴールデンスピン（ザグレブ）                 | 3 57.40  | 4 104.23 | 4 161.63 |
| 2016年10月27日 - 30日   | ISUグランプリシリーズ スケートカナダ（ミシサガ）                       | 4 66.50  | 4 121.73 | 4 188.23 |
| 2016年10月21日 - 23日   | ISUグランプリシリーズ スケートアメリカ（シカゴ）                       | 2 67.29  | 2 125.36 | 2 192.65 |
| 2016年9月29日 - 10月2日 | ISUチャレンジャーシリーズ オンドレイネペラメモリアル（ブラチスラヴァ） | 4 59.66  | 4 113.16 | 4 172.82 |

| 2014-2015 シーズン    |                                                                                  |         |           |           |
| 開催日                | 大会名                                                                           | SP      | FS        | 結果      |
| 2015年3月23日 - 29日  | 2015年世界フィギュアスケート選手権（上海）                                       | 8 61.32 | 12 111.19 | 12 172.51 |
| 2015年2月9日 - 15日   | 2015年四大陸フィギュアスケート選手権（ソウル）                                   | 9 56.98 | 7 110.59  | 7 167.57  |
| 2015年1月17日 - 25日  | 全米フィギュアスケート選手権（グリーンズボロ）                                   | 2 68.38 | 2 131.54  | 2 199.92  |
| 2014年11月14日 - 16日 | ISUグランプリシリーズ ロステレコム杯（モスクワ）                                 | 4 54.06 | 2 110.79  | 4 164.85  |
| 2014年10月24日 - 26日 | ISUグランプリシリーズ スケートアメリカ（シカゴ）                                 | 3 61.08 | 2 122.76  | 2 183.84  |
| 2014年10月14日 - 17日 | ISUチャレンジャーシリーズ スケートカナダオータムクラシック（バリー）             | 4 51.66 | 2 115.62  | 2 167.28  |
| 2014年9月18日 - 21日  | ISUチャレンジャーシリーズ ロンバルディアトロフィー（セスト・サン・ジョヴァンニ） | 2 46.94 | 1 110.86  | 1 157.80  |

| 2013-2014 シーズン    |                                                      |         |          |          |
| 開催日                | 大会名                                               | SP      | FS       | 結果     |
| 2014年1月20日 - 25日  | 2014年四大陸フィギュアスケート選手権（台北）         | 4 58.57 | 3 108.53 | 4 167.10 |
| 2014年1月5日 - 12日   | 全米フィギュアスケート選手権（ボストン）             | 8 59.52 | 5 122.07 | 5 181.59 |
| 2013年11月8日 - 10日  | ISUグランプリシリーズ NHK杯（東京）                  | 4 58.67 | 4 109.18 | 5 167.85 |
| 2013年10月25日 - 27日 | ISUグランプリシリーズ スケートカナダ（セントジョン） | 5 55.01 | 5 103.82 | 5 158.83 |
| 2013年10月3日 - 5日   | 2013年オンドレイネペラトロフィー（ブラチスラヴァ）   | 4 48.71 | 4 93.77  | 4 142.48 |

| 2012-2013 シーズン     |                                                            |         |          |          |
| 開催日                 | 大会名                                                     | SP      | FS       | 結果     |
| 2013年2月25日 - 3月3日 | 2013年世界ジュニアフィギュアスケート選手権（ミラノ）       | 3 52.61 | 2 103.22 | 1 155.83 |
| 2013年1月20日 - 27日   | 全米フィギュアスケート選手権（オマハ）                     | 4 52.48 | 6 109.79 | 5 162.27 |
| 2012年8月29日 - 9月2日 | ISUジュニアグランプリ レークプラシッド（レークプラシッド） | 3 44.58 | 4 82.75  | 4 127.33 |

| 2011-2012 シーズン    |                                                         |         |          |         |          |
| 開催日                | 大会名                                                  | 予選    | SP       | FS      | 結果     |
| 2012年2月27日-3月4日  | 2012年世界ジュニアフィギュアスケート選手権（ミンスク）  | 2 91.58 | 4 50.81  | 4 99.74 | 4 150.55 |
| 2012年1月22日-29日    | 全米フィギュアスケート選手権 ジュニアクラス（サンノゼ） | -       | 1 52.83  | 2 96.01 | 1 148.84 |
| 2011年9月28日-10月2日 | ISUジュニアグランプリ オーストリア（インスブルック）    | -       | 10 42.25 | 6 83.25 | 7 125.50 |
| 2011年8月31日-9月4日  | ISUジュニアグランプリ ボルボ杯（リガ）                  | -       | 7 40.38  | 8 75.66 | 8 116.04 |

| 2010-2011 シーズン   |                                                               |         |         |          |
| 開催日               | 大会名                                                        | SP      | FS      | 結果     |
| 2011年1月23日 - 30日 | 全米フィギュアスケート選手権 ジュニアクラス（グリーンズボロ） | 8 42.85 | 6 82.32 | 6 125.17 |

| 2009-2010 シーズン   |                                                           |         |         |          |
| 開催日               | 大会名                                                    | SP      | FS      | 結果     |
| 2010年1月14日 - 24日 | 全米フィギュアスケート選手権 ジュニアクラス（スポケーン） | 8 41.86 | 6 76.32 | 7 118.18 |

| 2008-2009 シーズン   |                                                               |         |         |          |
| 開催日               | 大会名                                                        | SP      | FS      | 結果     |
| 2009年1月18日 - 25日 | 全米フィギュアスケート選手権 ノービスクラス（クリーブランド） | 2 35.75 | 1 79.34 | 2 115.09 |

## プログラム使用曲
| シーズン  | SP | FS | EX |
| --------- | --- | --- | --- |
| 2019-2020 | シルクドソレイユ 『キダム』より                                                                                  | 映画『ライオンキング』 サウンドトラックより 作曲：ハンス・ジマー                                           | |
| 2018-2019 | ビリー・ジーン ボーカル：デヴィッド・クック 振付：チャーリー・ホワイト                                           | The Irrepressibles Selection 振付：チャーリー・ホワイト                                                    | |
| 2017-2018 | All of Me 曲:ジョン・レジェンド                                                                                  | リヴ・フォーエヴァー 曲:クイーン 演奏：デイヴィッド・ギャレット                                            | |
| 2016-2017 | ミュージカル『ドン・ファン』より 作曲：フェリックス・グレイ 振付：マリナ・ズエワ                                 | 映画『ある日どこかで』より 作曲：ジョン・バリー 振付：マリナ・ズエワ                                       | オー!ダーリン 曲：ビートルズ                                                                                   |
| 2014-2015 | 愛のテーマ 映画『ゴッドファーザー』より 作曲：ニーノ・ロータ ボーカル：アンディ・ウィリアムス 振付：レネー・ロカ | 映画『ライオン・キング』サウンドトラックより 作曲：ハンス・ジマー 振付：レネー・ロカ、シルビア・フォンタナ | アンチェインド・メロディ ボーカル：ライチャス・ブラザーズ 振付：レネー・ロカワン 曲：メアリー・J. ブライジ、U2 |
| 2013-2014 | ボリウッド 振付：ジュリー・マルコットマラゲーニャ 作曲：エルネスト・レクオーナ 振付：ジュリー・マルコット        | ミュージカル『ノートルダム・ド・パリ』より 作曲：リシャール・コクシアント 振付：ジュリー・マルコット       | Animals 作曲：マーティン・ガリックス                                                                           |
| 2012-2013 | マラゲーニャ 作曲：エルネスト・レクオーナ 振付：ジュリー・マルコット                                             | 映画『道』サウンドトラックより 作曲：ニーノ・ロータ 振付：ジュリー・マルコット                             | Due Respiri ボーカル：キアラ                                                                                   |
| 2011-2012 | ミュージカル『シカゴ』より                                                                                       | 映画『パール・ハーバー』サウンドトラックより 作曲：ハンス・ジマー                                          | All That Jazz                                                                                                  |